# Austrogomphus arbustorum
Austrogomphus arbustorum är en trollsländeart som beskrevs av Tillyard 1906. Austrogomphus arbustorum ingår i släktet Austrogomphus och familjen flodtrollsländor. Inga underarter finns listade i Catalogue of Life.